# Босий Володимир
Володимир Босий (англ. Walter Bossy, 21 травня 1899, Ясло — 3 січня 1979, Монреаль, Канада) — український і канадський громадський діяч, публіцист, теоретик гетьманського руху.

## Життєпис
Володимир Босий народився 21 травня 1899 року в містечку Ясло на Лемківщині.

### Юність
З початком Першої світової війни записався добровольцем до легіону Українських січових стрільців. Був стрільцем 5-ї сотні 1-го полку УСС. У 1918 році працював в уряді гетьмана Павла Скоропадського. З приходом Директорії — учасник війни з більшовиками. Після поразки визвольних змаганнях Босий перебував у таборах для інтернованих у Польщі, згодом вийшов на волю.

### Еміграція
1921 року у Володимира та його дружини Марії народився син Богдан. У 1924 родина Босих емігрувала в Канаду.
Спочатку родина оселилася в Йорктоні, де Володимир учителював в українському коледжі Святого Йосифа. Він проводив заняття з української мови, літератури та історії. Тут він створив українську пластову організацію, а також Спортивну асоціацію «Січ», у якій існували секції бейсболу та хокею.
Усередині 1920-х Володимир Босий створив прогетьманську організацію «Січ» (незабаром змінила назву на «Союз Гетьманців Державників у Північній Америці»), яка підтримувала Павла Скоропадського й пропагувала ідею монархічного устрою України, базовану на ідеях В'ячеслава Липинського.
У 1950-х Володимир Босий й далі працював у соціальних службах Монреалю. Тоді ж він створив Інститут «Конфедерація канадського етнічного розмаїття» (англ. Institute of the Canadian Ethnic Mosaic Confederation). Це була організація, що ставила за мету просувати в життя двокультурної (англо- і франко-) офіційної Канади ідеї багатокультурності, як основи тамтешнього соціуму.
У 1960-х приїздив у рідне містечко Ясло.
Володимир Босий помер 3 січня 1979-го року.

## Передбачення Другої світової війни
Володимир Босий у своїй роботі «Розвал Європи й Україна» робить передбачення майбутньої Другої Світової війни, розділяючи світ на чотири табори: ревізіоністи, протиревізіоністи, більшовики (ліга «Комінтерн») та нейтральні (США). Він прогнозує, що майбутня Друга світова війна матиме декілька етапів, і вже через два місяці всі її табори розваляться, а на їх руїнах постане християнська армія на чолі з папою Римським, який «благословить усі хліборобські села». Хлібороби у поглядах Босого відіграють найголовнішу роль у побудові майбутнього світу, що повʼязано з його діяльністю в гетьманському русі.

## Політичні погляди
Володимир Босий вважає, що ідеї «Трудової монархії» та класократії Липинського є планом щодо побудови християнської монархії та нової християнської аристократії. Він характеризує «Трудову монархію» як практичне відображення «католицького Універсалізму» щодо нації. Босий бачить можливість побудови класократії лише через повний крах сучасного світу та консервативну християнську революцію, яка призведе до побудови нової світової системи на руїнах зниклих держав та ідеологій.

### Ідейний поділ Володимира Босого
Володимир Босий вводить новий ідейний поділ, натхненний поділом В'ячеслава Липинського, розрізняючи світоглядні системи на:
1. Ідеалістичні: спираються на віру в Бога.
2. Матеріалістичні: виводять усе від матерії та заперечують Бога.
3. Раціоналістичні: вірять лише в те, що доведено розумом.
На основі цього поділу і класифікації В. Липинського Босий виділяє:
- Аристократичні режими(класократія): Держави, де люди мали ідеалістичний погляд на світ (старі монархії, що спиралися на «віру, меч і плуг»), важливе місце в яких посідала церква.
- Демократичні режими: Реалістична система, що знаходиться між ідеалізмом та матеріалізмом. Босий вважає, що демократія є містком від ідеалізму до зла та покладає на неї відповідальність за появу диктаторських держав.
- Охлократичні режими: Поділяються на фашизм та комунізм. Фашизм є реакційною диктатурою, створеною військовими та патріотичною молоддю, яка у демократіях не має собі місця. Комунізм є матеріалістичним, спрямованим на повалення Церкви.

### Критика демократії та конституційних монархій
Босий критикує демократію, вважаючи її реалістичною системою, яка є «порогом від Бога до Антихриста». Саме на демократію він покладає відповідальність за появу диктаторських держав(охлократій). Він вважає, що демократичні держави, намагаючись зберегти себе від анархії, в якийсь момент вдаються до диктатури, що призводить до тиранії та терору.На демократію він також покладає відповідальність за духовний та моральний занепад. 
Володимир Босий також критикує й сучасні конституційні монархії за відхід від аристократизму та перехід до демократизму, через що, на його думку, вони занепадають.

## Публіцистика
Як діяч гетьманського руху і людина консервативних католицьких поглядів Босий залишив по собі ряд теоретичних та популяризаторських робіт:
- «Розвал Європи та Україна», Монтреал, 1933
- «Колапс Західної цивілізації і християнство»
- «В’ячеслав Липинський – ідеолог української трудової монархії», 1951
- «Заклик до соціально налаштованих християн-канадців»
- «За Україну. Опис подорожі Гетьманича Данила Скоропадського до Злучених Держав і Канади 1937-1938», Едмонтон, 1938
- «Боротьба між християнською думкою (ідеологією) та матеріалістичним соціалізмом»
- «Початки гетьманського руху за океаном», 1955
- «Монтреал під знаком України», Торонто, 1938
- «Всесвітній хаос»
- «Червона небезпека»
- «Християнство і фашизм»
- «Філософія двох екстрем»
- «Боротьба між християнською думкою і матеріалістичним соціалізмом»(нім.)
- «Колапс Західної цивілізації й християнство»(англ.)

## Сім'я
- Дружина Марія

- 10 дітей
  - Син Богдан Босий (1921—1981)
    - Онук Майк Боссі (1957—2022) — канадський професійний хокеїст

  - Син Джордж Босий[en] (1927—2012) — канадський спринтер каное